# 砥川獅子舞
砥川の獅子舞（とがわのししまい）は、熊本県上益城郡益城町に伝わる獅子舞である。現在10月17日に砥川神社で奉納されている他、健軍神社（熊本市）へも奉納に行く。

## 由来
- 由来書など文書はない。3、400年前飢餓、疫病が流行り、神頼みのために獅子を始めたという。それ以来飢餓、疫病は起こらないという。「ここ（砥川神社）の神さんは獅子は好きなのだ」といわれている。現在は、五穀の豊穣祈願として行なわれている。
- 獅子は嘉島町の六嘉（ろくか）神社の獅子の系統だという。

## 担い手
- 担当区があり、大字砥川を上、中・下鶴、下・新川の3つに分け、3年に一度当たるようになっている。獅子は昔は青年団がしていたが、現在は砥川獅子保存会と消防団中心である。
- 「つる子」は、翌年小学生にあがる子供で、各家庭にその年齢の子供がいれば自主的に出る。
- 獅子舞に関する費用は、町の費用と担当区の各戸からの寄付でまかなっている。また、獅子頭、笛、太鼓、獅子の衣装、法被は、砥川獅子保存会が保存している。

## 構成
- 「獅子使い」 - オンジシ（雄獅子）、メンジシ（雌獅子）それぞれ2人立ち。前後に1人ずつ入る。
- 「つる子」 - 「獅子つり」をする子供。人数は決まっていない[注釈 1]。男の子は「花棒」といって、背丈にあわせて切った竹の両端に色紙で花をつけたものを持ち、獅子の眠りをさます役割をする。女の子は、玉の鈴をつけた縄（布で作ったもの、中に綿が入っている）を持ち、獅子を慣らす。
- 「ガク手」 - 笛3人、太鼓5人[注釈 2]。後述「ガク」を参照。

## 衣装
- 「獅子使い」 - 黒い腹かけ、もも引、黒足袋。はっぴを着た人もいる。
- 「つる子」 - 男の子は前掛どんぶり、襷掛け、鉢巻、手甲、脚絆。女の子は前掛、手甲、脚絆、襷がけ、鉢巻。衣装はヒモトキに着た衣装を用いる。
- 「ガク手」 - 祭の法被

## ガク
- 現在は笛3人、太鼓は大太鼓1人、中太鼓2人、小太鼓2人で構成されている。太鼓はもと「オヤダイコ」「コダイコ」という形であったという。
- ガクの種類には「道ガク」「出羽（オンジシ）」「メンジシ」「もやい（始めはオンジシであとで変わる）」などがある。笛太鼓のオンとメンのガクが異なるので、それに合わせて行なうという。

## 内容
10月7日から練習を始める。「つる子」の家をまわって練習する。
10月17日正午、「出立（でたち）」の家に集合。そこで一度舞い、おみきあげをすませた後、砥川神社までねり歩いてくる。これを「獅子おろし」と呼んでいる。これは「獅子は玉を求めて人もいないやぶの中から、やぶを押し分けて出てくるものだ」といわれているのにのっとって、中砥川・下鶴という担当区の内、「山」である下鶴から出発するのだという。
- 行列は、獅子（右にオン、左にメン）、太鼓、つる子（肩車されている）、笛の順になっている[注釈 2]。笛太鼓の囃子にのってねり歩く。
- 砥川神社に到着。お宮では式典が行なわれている。玉串奉奠が済むまで待ち、その後「楼門入り」の用意をする。ガクが始まると、オンジシ、メンジシが一緒に花火（しかけ花火）を喰いちぎり、神社の鳥居を入る。このあと楼門、拝殿の入口でも同様にする。「喰いちぎる」というのはいわゆる歯うちの所作のようである。
- 関係の人全部が拝殿に上がり参拝する。神職がお祓いをし、代表の人が玉串を捧げる。お祓いをすませた者から外に出る。獅子は外に出ず、ガクが始まって初めては拝殿から舞い出て、行列の先頭に立って神殿のまわりを時計回りにまわり「舞台」に入る。
- 入ってしまうと、笛からガクが始まり、オンジシ、メンジシの順で、お宮に向かって駆け出しては歯打ちするのを繰り返し、終わって定位置にすわる。
- まずメンジシから舞う。一人が後ろで胴幕を支え、一人はすわり足をばたばたさせながら獅子をまわす。次に立上り、時計回りにまわって神前に向かって止まり、後ろの人が前の人をかかえてまた時計回りにまわり、次に歯打ちをしながら時計回りにまわって、最初の場所に戻って止まる。
- 「出羽（では）」 - 「つる子」の出るものを「出羽」と呼ぶ。男女2回ずつ演じ、曲間には花火があがる。
- まず女の子が出る。獅子はメンジシで、定位置にねている。女の子は獅子に向かって時計回りにひとめぐりしたら、獅子の前まで行き、寝ている獅子に鈴玉をぶつけて起こす。獅子が動き出すともとの所へ走り戻る。獅子は一動きするとまた眠りこむ。次に縄をわりまわしながらもうひとまわりし、同様に鈴玉をぶつける。獅子はゆっくり動き出し、立ち上がって女の子の向こうをひとまわりしてから近づいていく。この後、女の子は何回か坐る場所を変えながら獅子をかわし、最後にもとの形に戻ったところで獅子の口に鈴玉の一方を放り込む。獅子はそれをくわえて女の子の後に従って舞台を時計回りにめぐる。ひとめぐりしたら鈴を放してもとの場所に戻って終わる。
- 次に男の子が出る。獅子はオンジシの方になる。さっきのメンジシ同様に寝ている。男の子は1人ずつ、寝ている獅子の前へ行き頭（かしら）を蹴ったり花棒で打ったりする。時計回りにひとめぐりして1回蹴り、反対回りにひとめぐりして1回蹴り、がひとまとまりで2回行なう。そこで獅子が起き、メンジシの時と同様に動き出す。最後は獅子が降参したという意味で男の子を背にのせて舞台をめぐる。
- 昼はここで終わるが、夜はさらにこれに続いて「もやい獅子」がある。これはオンジシとメンジシのからみで、その上に花火を降らせるのである。

翌日10月18日には、「獅子わかれ」といって、つる子の出る家の庭先で午後1時から3時ごろまで舞がある。その後、打上げになる。